# راندولف مكوي
راندولف مكوي (بالإنجليزية: Randolph McCoy) هو عسكري أمريكي، ولد في 30 أكتوبر 1825 في Tug Fork ‏ في الولايات المتحدة، وتوفي في 28 مارس 1914 في بايكسفيل في الولايات المتحدة.